# Каясты (Раздольненский район)
Каясты́ (укр. Каясти, крымскотат. Qaya Astı, Къая Асты) — исчезнувшее село в Раздольненском районе Республики Крым, располагавшееся на юго-западе района, у границы с Сакским, в Каймачинской балке степного Крыма, примерно в 2 километрах южнее современного села Чехово.

## История
Идентифицировать Каясты среди, зачастую сильно искажённых, названий деревень Козловского каймаканства в Камеральном Описании Крыма 1784 года пока не удалось. Видимо, вследствие эмиграции крымских татар в Турцию, последовавшую вслед за присоединением Крыма к России 8 февраля 1784 года, деревня опустела и в материалах ревизий конца XVIII — начала XIX века не фигурирует. Впервые, как развалины, на территории Аксакал-Меркитской волости Евпаторийского уезда, Каясты встречаются на карте 1836 и 1842 года, в таком же виде — на трёхверстовой карте 1865—1876 года. Разорённой деревня оставалась и в 1890 году, о чём свидетельствует документ о выдаче ссуды неким Кржижевским, Бош, Куну и др. под залог имения при деревнях Тураш и разорённых Каясты и Токчарлы. Как обжитое, селение встречается в «…Памятной книжке Таврической губернии на 1900 год», согласно которой в деревне Каясты, Агайской волости, числилось 20 жителей в 3 дворах. В дальнейшем в доступных источниках не встречается, хотя развалины населённого пункта, на месте Каясты, отмечены на километровой карте Генштаба Красной армии 1941 года, в которой за картооснову, в основном, были взяты топографические карты Крыма масштаба 1:84000 1920 года и 1:21000 1912 года.